# David Pingree
David Edwin Pingree (New Haven, Connecticut, Estados Unidos; 2 de enero de 1933 -  Providence, Rhode Island; 11 de noviembre de 2005) fue un historiador estadounidense de las matemáticas en el mundo antiguo. Se desempeñó como profesor universitario y profesor de historia de las matemáticas y los clásicos en la Universidad de Brown.

## Biografía
Se graduó de la Phillips Academy en Andover, Massachusetts en 1950. Luego estudió en la  Universidad de Harvard donde obtuvo su doctorado en 1960 con una disertación sobre la supuesta transmisión de la astrología helenística a la India. Su disertación fue supervisada por Daniel Henry Holmes Ingalls, Sr. y Otto Neugebauer. Después de completar su doctorado, permaneció en Harvard tres años más como miembro de su Sociedad de Becarios antes de trasladarse a la Universidad de Chicago para aceptar el puesto de Investigador Asociado en el Instituto Oriental.
Se incorporó al Departamento de Historia de las Matemáticas en la Universidad de Brown en 1971, y finalmente ocupó la cátedra hasta su muerte.
Como sucesor de Otto Neugebauer (1899-1990) en el Departamento de Historia de las Matemáticas de Brown (que Neugebauer estableció en 1947) contaba entre sus colegas con hombres de extraordinario aprendizaje, incluidos Abraham Sachs y Gerald Toomer.

## Carrera profesional
Jon McGinnis de la Universidad de Misuri, San Luis, describe la obra de la vida de Pingree así:
... Pingree se dedicó al estudio de las ciencias exactas, como las matemáticas, la astronomía matemática y los presagios astrales. También estaba muy interesado en la transmisión de esas ciencias a través de fronteras culturales y lingüísticas. Su interés por la transmisión de las ciencias exactas provino de dos frentes o, quizás más correctamente, su interés representa dos caras de una misma moneda. Por un lado, le preocupaba cómo una cultura podría apropiarse, y así alterar, la ciencia de otra cultura (anterior) para hacer que el conocimiento científico anterior sea más accesible a la cultura receptora. Por otro lado, Pingree también estaba interesado en cómo los textos científicos sobrevivientes de una cultura posterior podrían usarse para reconstruir o arrojar luz sobre nuestros registros fragmentarios de ciencias anteriores. En esta búsqueda, Pingree lo haría.
En junio de 2007, la Biblioteca de la Universidad de Brown adquirió la colección personal de materiales académicos de Pingree. La colección se centra en el estudio de las matemáticas y las ciencias exactas en el mundo antiguo, especialmente en la India, y la relación de las matemáticas orientales con el desarrollo de las matemáticas y disciplinas relacionadas en Occidente. La colección contiene unos 22.000 volúmenes, 700 fascículos y varios manuscritos. Las existencias consisten en materiales antiguos y recientes publicados en sánscrito, árabe, hindi, persa y lenguas occidentales.

## Trabajos seleccionados
- 1970: Censo de las ciencias exactas en sánscrito (5 volúmenes) American Philosophical Society, Filadelfia.
- 1976: Dorothei Sidonii carmen astrologicum (Teubner, Leipzig).
- 1978: El Yavanajātaka de Sphujidhvaja (2 volúmenes), Harvard Oriental Series 48.
- 1986: Vettii Valentis Antiocheni Anthologiarum Libri Novem (Teubner, Leipzig).
- 1997: (editado con Charles Burnett) The Liber Aristotilis of Hugo of Santalla, Instituto Warburg Surveys and Texts 26, Londres.
- 2002: (con Takanori Kusuba ) Astronomía árabe en sánscrito: Al-Birjandī en Tadhkira II, Capítulo 11 y su traducción al sánscrito , Brill, Leiden.
- 2005: (con Erica Reiner ) Presagios planetarios babilónicos, Brill, Leiden.

## Crítica
Pingree es conocido por su teoría de la "falta de originalidad" de la ciencia india de la astronomía (Yiotisha), que según el se basaba en conceptos mesopotámicos y helénicos. Esta teoría ha provocado un debate entre los académicos, varios de los cuales la han rechazado. Por ejemplo, KS Shukla afirma que el argumento de Pingree depende de enmiendas incorrectas al manuscrito del Yavanajataka.
Bill Mak, un historiador de la astronomía, encuentra que la datación de Pingree tanto del manuscrito original de Yavaneśvara (149 / 150CE) como de la supuesta traducción de Sphujidhvaja (269 / 270CE) son incorrectas y que, de hecho, tanto el autor como el traductor son iguales individual.
El historiador francés de la astronomía Roger Billard en su libro Astronomie Indienne (1975) descarta la teoría de Pingree de que las tablas astronómicas indias se derivaron de Babilonia al mostrar que esta teoría estaba en conflicto con la evidencia interna en los textos indios.
De hecho, Pingree ha tratado de desacreditar severamente la astronomía india debido a sus creencias racistas y coloniales de que cualquier originalidad encontrada en India debe haber venido de afuera.